# Старосалтівська селищна рада
Старосалтівська се́лищна ра́да — адміністративно-територіальна одиниця та орган місцевого самоврядування в Чугуївському районі Харківської області. Адміністративний центр — селище міського типу Старий Салтів.

## Загальні відомості
- Населення ради: 4 924 особи (станом на 2001 рік)

## Населені пункти
Селищній раді підпорядковані населені пункти:
- смт Старий Салтів
- с. Березники
- с. Металівка
- с. Петрівське

## Склад ради
Рада складається з 24 депутатів та голови.
- Голова ради: Прудніков Роман Віталійович

### Керівний склад попередніх скликань
| Прізвище, ім'я, по батькові    | Основні відомості                                                | Дата обрання | Дата звільнення |
| ------------------------------ | ---------------------------------------------------------------- | ------------ | --------------- |
| Коваленко Анатолій Андрійович  | Селищний голова, 1958 року народження, член Партії регіонів      | 26.03.2006   | 17.04.2008      |
| Задорожна Парасковія Василівна | Селищний голова, 1949 року народження, освіта вища, позапартійна | 31.10.2010   |                 |

Примітка: таблиця складена за даними сайту Верховної Ради України

### Депутати
За результатами місцевих виборів 2010 року депутатами ради стали:

#### За суб'єктами висування
| Суб'єкт висування            | Кількість обраних депутатів | %    |
| ---------------------------- | --------------------------- | ---- |
| Партія регіонів              | 12                          | 50   |
| Комуністична партія України  | 5                           | 20,8 |
| Самовисування                | 3                           | 12,5 |
| Політична партія «Зелені»    | 2                           | 8,3  |
| Народна партія               | 1                           | 4,2  |
| Соціалістична партія України | 1                           | 4,2  |

#### За округами
| № округу                     | Прізвище, ім'я, по батькові        | Дата визнання обраним | Освіта           | Партійна приналежність          | Відомості про обраного депутата                                                |
| ---------------------------- | ---------------------------------- | --------------------- | ---------------- | ------------------------------- | ------------------------------------------------------------------------------ |
| Комуністична партія України  |                                    |                       |                  |                                 |                                                                                |
| 2                            | Плужник Олексій Степанович         | 01.11.2010            | вища             | позапартійний                   | Чугуївська філія ВАТ Харківгаз, майстер Старосалтівського відділення Харківгаз |
| 11                           | Юр'єв Олександр Васильович         | 01.11.2010            | незакінчена вища | позапартійний                   | пенсіонер                                                                      |
| 14                           | Зімницька Тетяна Григорівна        | 01.11.2010            | вища             | позапартійна                    | Старосалтівська гімназія, вчитель                                              |
| 15                           | Попович Степан Михайлович          | 01.11.2010            | вища             | позапартійний                   | пенсіонер                                                                      |
| 22                           | Ковальов Олександр Петрович        | 01.11.2010            | середня          | позапартійний                   | ТОВ «Трайгон Фармін Харків», водій                                             |
| Народна Партія               |                                    |                       |                  |                                 |                                                                                |
| 3                            | Барабаш Юрій Михайлович            | 01.11.2010            | вища             | позапартійний                   | Інспекція по біологічному захисту рослин, інженер                              |
| Партія регіонів              |                                    |                       |                  |                                 |                                                                                |
| 4                            | Какоткін Леонід Митрофанович       | 01.11.2010            | середня          | позапартійний                   | приватний підприємець                                                          |
| 5                            | Хмельова Лідія Миколаївна          | 01.11.2010            | вища             | член Партії регіонів            | Старосалтівська гімназія, вчитель                                              |
| 8                            | Чуждан Олександр Ілліч             | 01.11.2010            | вища             | позапартійний                   | Старосалтівська ТПМ, майстер                                                   |
| 9                            | Бойко Олександр Володимирович      | 01.11.2010            | вища             | позапартійний                   | приватний підприємець                                                          |
| 10                           | Байдик Сергій Миколайович          | 01.11.2010            | вища             | позапартійний                   | Старосалтівська гімназія, вчитель                                              |
| 12                           | Новікова Наталія Миколаївна        | 01.11.2010            | вища             | позапартійна                    | Старосалтівська гімназія, вчитель                                              |
| 16                           | Зарубіна Валентина Миколаївна      | 01.11.2010            | вища             | член Партії регіонів            | Пенсіонат Комунальник, директор                                                |
| 17                           | Бондаренко Леонід Андрійович       | 01.11.2010            | вища             | позапартійний                   | Старосалтівська дільниця РЕМ, майстер                                          |
| 18                           | Корецька Валентина Олександрівна   | 01.11.2010            | вища             | позапартійна                    | Молодівська загальноосвітня школа, вчитель                                     |
| 19                           | Андрієвська Наталія Василівна      | 01.11.2010            | вища             | позапартійна                    | ТОВ Петроль АЗС, оператор                                                      |
| 20                           | Гордієнко Олександр Миколайович    | 01.11.2010            | вища             | позапартійний                   | Старосалтівська дільниця гімназія, заступник директора                         |
| 23                           | Клименко Василь Миколайович        | 01.11.2010            | вища             | член Партії регіонів            | тимчасово не працює                                                            |
| Політична партія «Зелені»    |                                    |                       |                  |                                 |                                                                                |
| 21                           | Федоровський Геннадій Анатолійович | 01.11.2010            | вища             | член Політичної партії «Зелені» | приватний підприємець                                                          |
| 24                           | Біцюта Максим Олександрович        | 01.11.2010            | вища             | член Політичної партії «Зелені» | Старосалтівська селищна рада, керуючий справами                                |
| Соціалістична партія України |                                    |                       |                  |                                 |                                                                                |
| 13                           | Дрогомерецька Тетяна Вікторівна    | 01.11.2010            | вища             | позапартійна                    | Старосалтівськ гімназія, вчитель                                               |
| Самовисування                |                                    |                       |                  |                                 |                                                                                |
| 1                            | Хмельов Юрій Анатолійович          | 01.11.2010            | вища             | позапартійний                   | приватний підприємець                                                          |
| 6                            | Галушко Тетяна Олександрівна       | 01.11.2010            | вища             | позапартійна                    | Старосалтівська гімназія, вчитель                                              |
| 7                            | Капренко Павло Дмитрович           | 01.11.2010            | вища             | позапартійний                   | тимчасово не працює                                                            |